# Mike Hoare
Thomas Michael Hoare, noto anche con lo pseudonimo di Mad Mike (Calcutta, 17 marzo 1919 – Durban, 2 febbraio 2020), è stato un mercenario britannico, coinvolto negli anni sessanta in azioni di guerra in Africa e nell'Oceano Indiano, spesso insieme con l'italiano Tullio Moneta.

## Biografia
Dopo aver servito come ufficiale carrista nell'esercito britannico sul fronte nordafricano durante la seconda guerra mondiale, fu consigliere militare e ufficiale mercenario durante la Crisi del Congo nel '61 e la secessione del Katanga, divenne amico personale di Moise Ciombe.
Fu nuovamente inviato nella Repubblica Democratica del Congo nel 1964, quando Ciombe tornò al potere, e formò e reclutò il "5° Commando" con elementi mercenari di lingua inglese (principalmente britannici e sudafricani). Combatté contro Pierre Mulele nella fase più accesa della rivolta dei Simba, i rivoluzionari anti-colonialisti che nel 1964 avevano occupato Stanleyville e proclamato il governo separatista della Repubblica Popolare del Congo, supportato da arabi, sovietici e cubani e con a capo il presidente Cristophe Gbenye. Si ritirò dalla regione nel dicembre del 1965 cedendo il comando del reparto al suo vice John Peters. Scrisse il libro Mercenario nel Congo dove raccontò la sua campagna d'Africa.
Nel 1981 fu sventato un tentativo di colpo di Stato nelle isole Seychelles organizzato da Mike Hoare che impiegava un gruppo di una cinquantina di mercenari bianchi. Una commissione internazionale delle Nazioni Unite stabilì che il governo sudafricano era coinvolto nel tentato golpe.
Morì ultracentenario in Sudafrica nel 2020.